# Tage Ikander
Tage Verner Ikander, född den 11 januari 1909 i Gustafs församling, Malmöhus län, död den 26 mars 1983 i Vikens församling, var en svensk präst.
Ikander blev teologie kandidat 1931. Han prästvigdes och blev vice pastor i Vellinge samma år, pastorsadjunkt i Sankt Johannes församling i Malmö 1936, stiftsadjunkt i Visby 1939, kyrkoadjunkt i Västra Skrävlinge 1940, kyrkoherde i Möllevången 1949, kontraktsprost 1957, emeritus 1974. Han var ordförande i samfällda kyrkorådet i Malmö 1954-68 och styrelseordförande i Malmö stadsmission 1955-69. Han blev ledamot av Nordstjärneorden 1961.